# Greensted
Greensted – wieś w Anglii, w Esseksie, w dystrykcie Epping Forest, w civil parish Ongar. W 1961 wieś liczyła 711 mieszkańców. Greensted jest wspomniana w Domesday Book (1086) jako Gernesteda.